# Автошлях Т 0241
Автошля́х Т 0241 — автомобільний шлях територіального значення у Вінницькій області. Пролягає територією Барського та Жмеринського районів через Бар—Чернятин—Жмеринку. Загальна довжина — 25,4 км.

## Маршрут
Автошлях проходить через такі населені пункти:
| Автошлях Т 0241   |               |
| Вінницька область |               |
| Барський район    |               |
| Бар               | Т 0229Т 0610  |
| Балки             |               |
| Пляцина           |               |
| Міжлісся          |               |
| Маньківці         |               |
| Мельники          |               |
| Жмеринський район |               |
| Токарівка         |               |
| Чернятин          |               |
| Матейкове         |               |
| Жмеринка          | E583М21Т 0218 |